# Trove
Trove é um agregador e serviço de banco de dados de biblioteca online australiano que inclui documentos de texto completo, imagens digitais, dados bibliográficos e de acervos de itens que não estão disponíveis digitalmente e um mecanismo de pesquisa facetado gratuito como ferramenta de descoberta. A base de dados inclui arquivos, imagens, jornais, documentos oficiais, sites arquivados, manuscritos e outros tipos de dados. Hospedado pela Biblioteca Nacional da Austrália em parceria com provedores de conteúdo, incluindo membros das Bibliotecas Nacionais e Estaduais da Austrália, é um dos serviços GLAM mais respeitados e acessados na Austrália, com mais de 70.000 usuários diários .
Com base em antecedentes que datam de 1996, a primeira versão do Trove foi lançada para uso público no final de 2009. Inclui conteúdo de bibliotecas, museus, arquivos, repositórios e outras organizações com foco na Austrália. Ele permite a busca de entradas de catálogos de livros em bibliotecas australianas (algumas totalmente disponíveis online), periódicos acadêmicos e outros, busca de texto completo de jornais arquivados digitalizados, diários governamentais e sites arquivados. Ele fornece acesso a imagens digitalizadas, mapas, informações agregadas sobre pessoas e organizações, diários e cartas arquivadas e todo o conteúdo digital nascido que foi depositado via edepósito nacional (NED). O conteúdo pesquisável também inclui música, som e vídeos e transcrições de programas de rádio. Com exceção dos jornais digitalizados, nenhum dos conteúdos é hospedado pelo próprio Trove, que indexa o conteúdo dos metadados da coleção de seus parceiros, formata e gerencia, e exibe as informações agregadas em um resultado de pesquisa classificado por relevância .

## História
As origens do Trove podem ser vistas no desenvolvimento de serviços anteriores, como a Australian Bibliographic Network (ABN), um serviço de catalogação compartilhado lançado em 1981 .
O "Single Business Discovery Project" foi lançado em agosto de 2008. A intenção era criar um único ponto de entrada para o público para os vários serviços de descoberta online desenvolvidos pela biblioteca entre 1997 e 2008, incluindo:

#### Livros
A zona do livro permite pesquisar os catálogos coletivos de instituições que podem ser encontrados em Libraries Australia usando o Australian National Bibliographic Database (ANBD). Ele fornece acesso a livros, livros de áudio, e-books, teses, anais de conferências e panfletos listados no ANBD, que é um catálogo de itens mantidos em bibliotecas australianas e um banco de dados bibliográfico nacional de recursos, incluindo publicações online australianas. Os registros bibliográficos da ANBD também são carregados no catálogo sindical global do WorldCat. Os resultados podem ser filtrados por formato se pesquisar braille, audiolivros, teses ou anais de congressos e também por década e idioma de publicação. Um filtro para conteúdo australiano também é fornecido.

#### Jornais

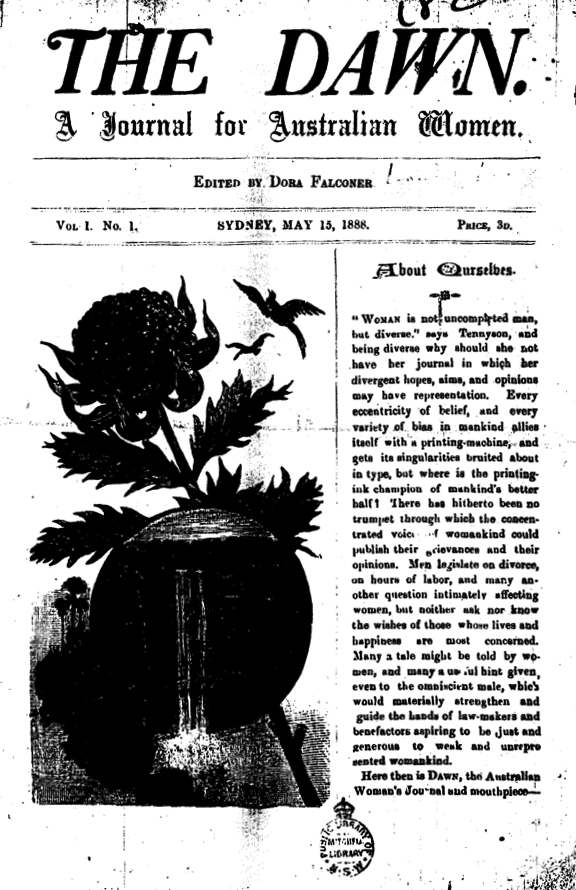
Capa de Edição 1, 15 de maio de 1888. A primeira revista feminista na Austrália.